# غاري روس
غاري روس (بالإنجليزية: Gary Ross) (و. 1956 – م) هو كاتب سيناريو، ومخرج سينمائي، ومنتج أفلام، وكاتب، من الولايات المتحدة الأمريكية، ولد في لوس أنجلوس.

## وصلات خارجية
- غاري روس على موقع IMDb (الإنجليزية)
- غاري روس على موقع ميتاكريتيك (الإنجليزية)
- غاري روس على موقع روتن توميتوز (الإنجليزية)
- غاري روس على موقع مونزينجر (الألمانية)
- غاري روس على موقع قاعدة بيانات الأفلام العربية
- غاري روس على موقع ألو سيني (الفرنسية)
- غاري روس على موقع تيرنر كلاسيك موفيز (الإنجليزية)
- غاري روس على موقع أول موفي (الإنجليزية)
- غاري روس على موقع بوكس أوفيس موجو (الإنجليزية)
- غاري روس على موقع قاعدة بيانات برودواي على الإنترنت (الإنجليزية)